# 巴桑 (摩泽尔省)
巴桑（法語：Bassing，法語發音：[basɛ̃]）是法国摩泽尔省的一个市镇，属于萨尔堡-萨兰堡区。

## 地理
巴桑（48°52'8"N, 6°48'6"E）面积6.3 平方千米，位于法国大東部大區摩泽尔省，该省份为法国东北部内陆省份，是洛林的一部分，西南接默尔特-摩泽尔省，东临下莱茵省，北与卢森堡和德国接壤。
与巴桑接壤的市镇（或旧市镇、城区）包括：比代斯特罗夫、布加尔特罗夫、栋农莱迪约兹、甘兹兰、马里蒙-莱贝内斯特罗夫、莫尔兰、内班。

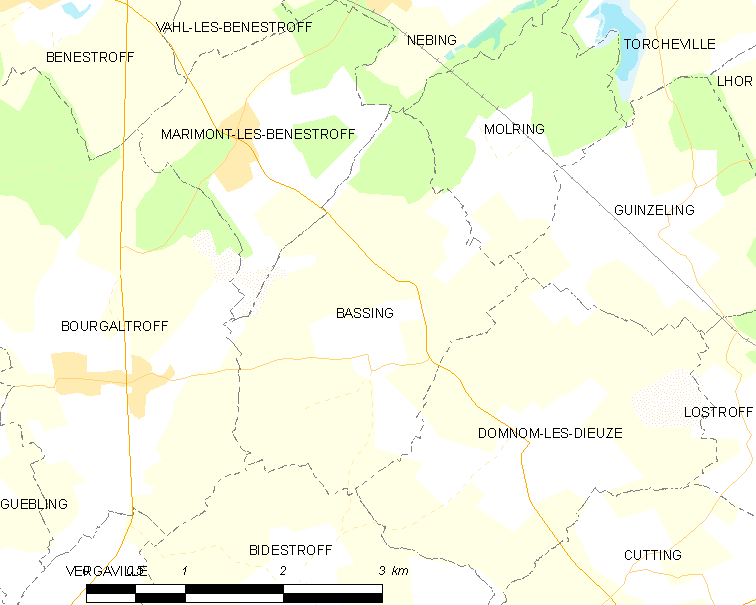
的OSM定位图

巴桑的时区为UTC+01:00、UTC+02:00（夏令时）。

## 行政
巴桑的邮政编码为57260，INSEE市镇编码为57053。

## 政治
巴桑所属的省级选区为索努瓦县。

## 人口

1962-2008年间人口变化图示

巴桑于2022年1月1日时的人口数量为107人。